# 時間制限
時間制限（じかんせいげん）とは、ある事を行う際に、現在の時刻や開始からの経過時間によって、実行をさせないものとなる決まりのこと。

## 現在時刻による制限
実行できる時間帯に制限をかけるもの。青少年へのフィルタリングや労働関係（年少者は深夜帯の労働不可）などに用いられる。このほか行為の禁止ではなく、特定時間帯のみ有料などの制限も存在する。また曜日・月ごとに実行可能な時間帯が変動することもある。かつてNTTドコモで用いられた「ドニーチョ」は、平日8:00～19:00の時間帯のみ使用不可となっていた。
尚、実行不可とされる時間帯に差し掛かっても、特定の状態になるまでは続けられることもある。メジャーリーグベースボールのアメリカンリーグでは、2000年まで「消灯ルール」により現地時間の未明1:00以降はサスペンデッドゲームとなっていたが、実行中のイニングは最後まで行う決まりになっていた。
年齢制限など、他のルールと並行して実施されるものもある。ゲームセンターでは13歳未満は17時まで、18歳未満は22時までなど年齢に応じた時間制限を実施しているところもある。

## 経過時間による制限
あることを開始してから一定時間が経過すると、それ以降実行できなくなるもの。テレビのバラエティーやスポーツ競技で広く用いられるほか、使いすぎ防止のために用いられることもある。一定時間以内に次の動作を行わなければ反則を取られるケースや、一定時間までは無料でもそれ以降は有料となる形の時間制限も存在する。あらかじめ実行可能な時間を決めておく時は「制限時間」とも呼ばれる。
現在時刻による制限と同様に、一定時間が経過しても特定の状態になるまでは続けられることもある。プロ野球では過去に数度試合開始からの時間制限を設けてきたが、1970年代頃からは9回以降に限って適用している（8回裏を終了する前に定められた時間を超えた場合、続行不能とならない限り9回終了まで続行）。